# Xpress 200
Radeon Xpress 200 – komputerowy chipset wydany przez ATI. AMD Chipset obsługuje 64-bitowe procesory (Socket 939 AMD Socket 754), a także wspieranie Intel Pentium 4, Pentium D i Celeron (Socket LGA 775 i 478). Dodatkowo – zawiera wsparcie dla DDR400 RAM i 2667 DDR-RAM na Intel Edition.

## Typy
Radeon Xpress 200 jest w pięciu różnych wersjach:
- Radeon Xpress 200
- Radeon Xpress 200P
- Radeon Xpress 200M
- Radeon Xpress 200 Crossfire Edition
- Radeon Xpress 200 for Intel

### Cechy wspólne
- Obsługa do 22 linii PCI Express.
- Obsługa do 8 portów USB 2.0.
- Wsparcie 4 SATA i 4 PATA, które mogą być łączone ze sobą w dowolnej kombinacji SATA PATA, tworząc macierz RAID 0, 1 lub 0 + 1.
- AC'97 Audio for SB400.
- HD Audio dla SB450, SB460 oraz SB600.
- Obsługa do 7 slotów PCI.

### Radeon Xpress 200
- Wsparcie DDR-RAM.
- Zintegrowana grafika oparta na GPU ATI Radeon X300 ze wsparciem OpenGL 2.0 i DirectX 9.0.
- Dla platform mobilnych AMD przyjęto w późniejszym okresie oznaczenie Radeon Xpress 1150[1].

### Radeon Xpress 200M
- Radeon Xpress 200 zoptymalizowany do zastosowań mobilnych.
- Zawiera wsparcie AMD Turion 64.
- Wsparcie dla Shared Memory Architecture.
- Wsparcie ATI PowerPlay 5.0.
- Dla platform mobilnych AMD przyjęto w późniejszym okresie oznaczenie Radeon Xpress 1150.

### Radeon Xpress 200 Crossfire
- Wsparcie dla technologii ATI wielu procesorów graficznych o nazwie Crossfire. Jest zaprojektowany, aby konkurować z technologią NVIDIA SLI.

### Radeon Xpress 200 for Intel
- Wsparcie dla DDR SDRAM oraz DDR2 SDRAM.
- Wsparcie dla dźwięku surround 7.1.
- Przemiana na Radeon Xpress 1150 dla notebooków Intel[2].